# Michael Horgan
Michael Horgan (nascido em 12 de julho de 1934) é um ex-ciclista irlandês que competiu no ciclismo nos Jogos Olímpicos de Verão de 1960, representando a Irlanda.